# Teignbridge
Il Teignbridge è un distretto locale del Devon, Inghilterra, Regno Unito, con sede a Newton Abbot.
Il distretto fu creato con il Local Government Act 1972, il 1º aprile, 1974 dalla fusione dei municipal borough di Ashburton, Buckfastleigh, Dawlish, Newton Abbot e Teignmouth con il Distretto rurale di Newton Abbot e parte del Distretto rurale di St Thomas.

## Parrocchie civili
- Abbotskerswell
- Ashburton
- Ashcombe
- Ashton
- Bickington
- Bishopsteignton
- Bovey Tracey
- Bridford
- Broadhempston
- Buckfastleigh
- Buckland in the Moor
- Christow
- Chudleigh
- Coffinswell
- Dawlish
- Doddiscombsleigh
- Dunchideock
- Dunsford
- Exminster
- Haccombe with Combe
- Hennock
- Holcombe Burnell
- Ide
- Ideford
- Ilsington
- Ipplepen
- Kenn
- Kenton
- Kingskerswell
- Kingsteignton
- Lustleigh
- Mamhead
- Manaton
- Moretonhampstead
- Newton Abbot
- North Bovey
- Ogwell
- Powderham
- Shaldon
- Shillingford St. George
- Starcross
- Stokeinteignhead
- Tedburn St Mary
- Teigngrace
- Teignmouth
- Denbury and Torbryan
- Trusham
- Whitestone
- Widecombe in the Moor
- Woodland